# Phare de la jetée nord de Duluth

Le phare de la jetée nord de Duluth (en anglais : Duluth North Pier Light), est un phare du lac Supérieur situé à l'extrémité du brise-lames nord du Duluth Ship Canal (en) à Duluth, dans le comté de St. Louis, Minnesota.
Ce phare est inscrit au Registre national des lieux historiques depuis le 7 juin 2016 sous le n° 16000340.

## Historique
Un projet d'amélioration des installations portuaires de 1896 a abouti à la reconstruction des côtés du canal maritime de Duluth, le fixant entre les deux quais en béton. Alors que la jetée sud avait été équipée d'une lumière en 1874, la jetée nord était éteinte, et compte tenu de son approche difficile (mise en évidence par l'épave notoire du SS Mataafa (en) en 1905), des appels à l'aide ont été rapidement lancés. Un rapport du Lighthouse Board de 1908, recommandant la construction d'un feu sur la jetée nord, notait qu'une aide privée était déjà placée sur la jetée. L'appropriation en a été faite en 1909, et une tour a été érigée et allumée l'année suivante. La conception était basée sur celle du phare arrière de Peche Island, comportant une courte tour ronde construite en plaques d'acier. Une lentille de Fresnel du cinquième ordre venant de France a été installée et allumée avec une lampe électrique de 210 candelas alimentée par le réseau électrique de la ville. Toutes les lumières sur le canal ont été maintenues par les mêmes gardiens. Le gardien principal vivait dans une maison construite en 1874 avec le phare extérieur du brise-lames sud de Duluth, tandis que les assistants ont reçu un duplex en briques en 1913 après des années à devoir trouver un logement en pension.
Le phare a été inscrit au registre national des lieux historiques en 2016 pour son importance locale dans les thèmes de l'ingénierie, de l'histoire maritime et du transport. Il a été nommé pour son association avec les efforts fédéraux pour établir des aides à la navigation à l'échelle nationale, et pour être caractéristique des feux de jetée et de brise-lames du début du 20e siècle construits autour des Grands Lacs

## Description
Le phare  est une tour cylindrique en fonte de 11 m de haut, avec une galerie et une lanterne. Le phare est blanc et la lanterne est noire.
Son feu isophase émet, à une hauteur focale de 13 m, un éclat rouge de 2 secondes par période de 4 secondes. Sa portée est de 11 milles nautiques (environ 20 km).

## Caractéristiques dufeu maritime
Fréquence : 4 secondes (R)
- Lumière : 2 secondes
- Obscurité : 2 secondes

Identifiant : ARLHS : USA-238 ; USCG :  7-15855 .

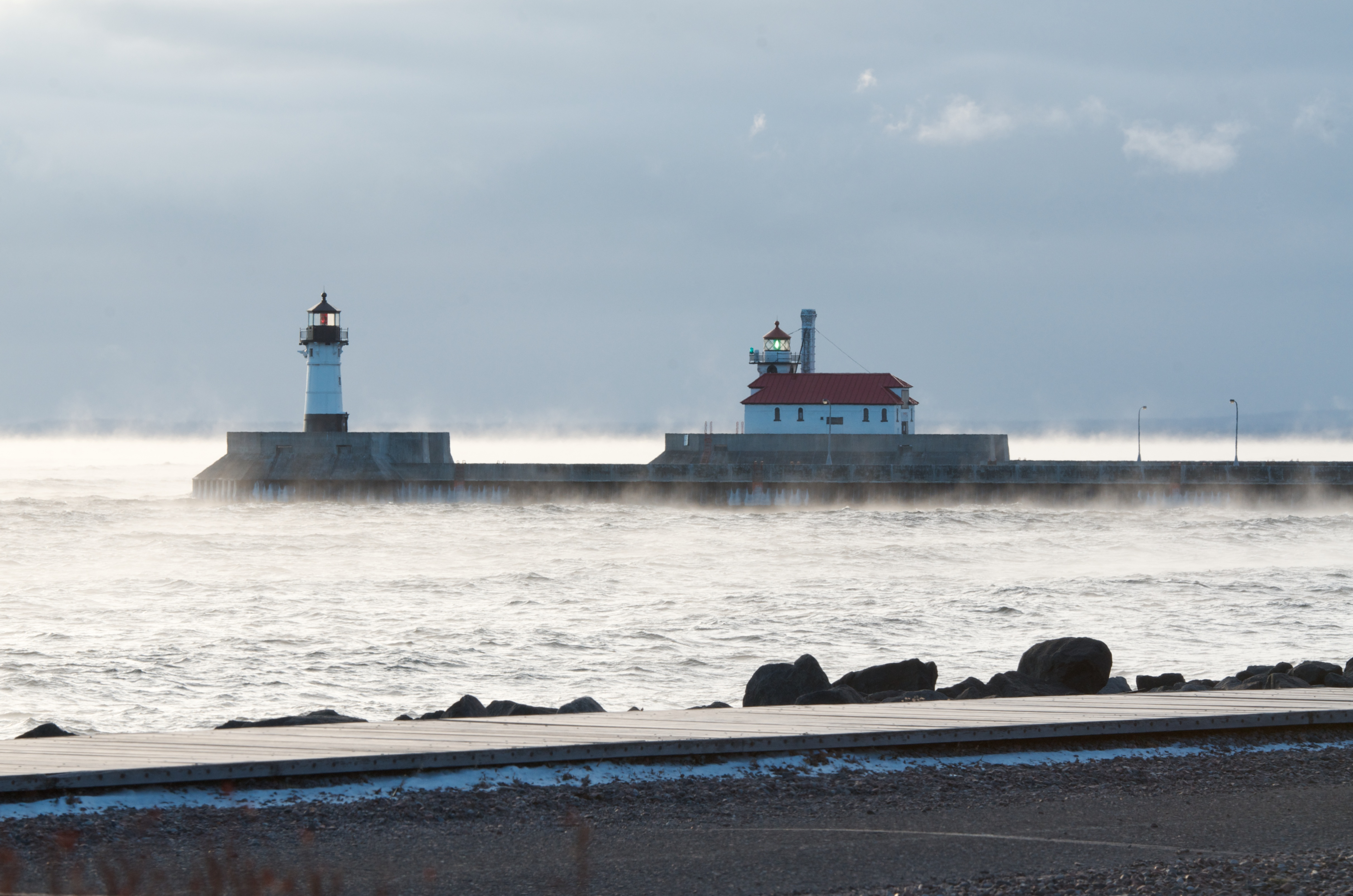
L'entrée du Duluth Ship Canal
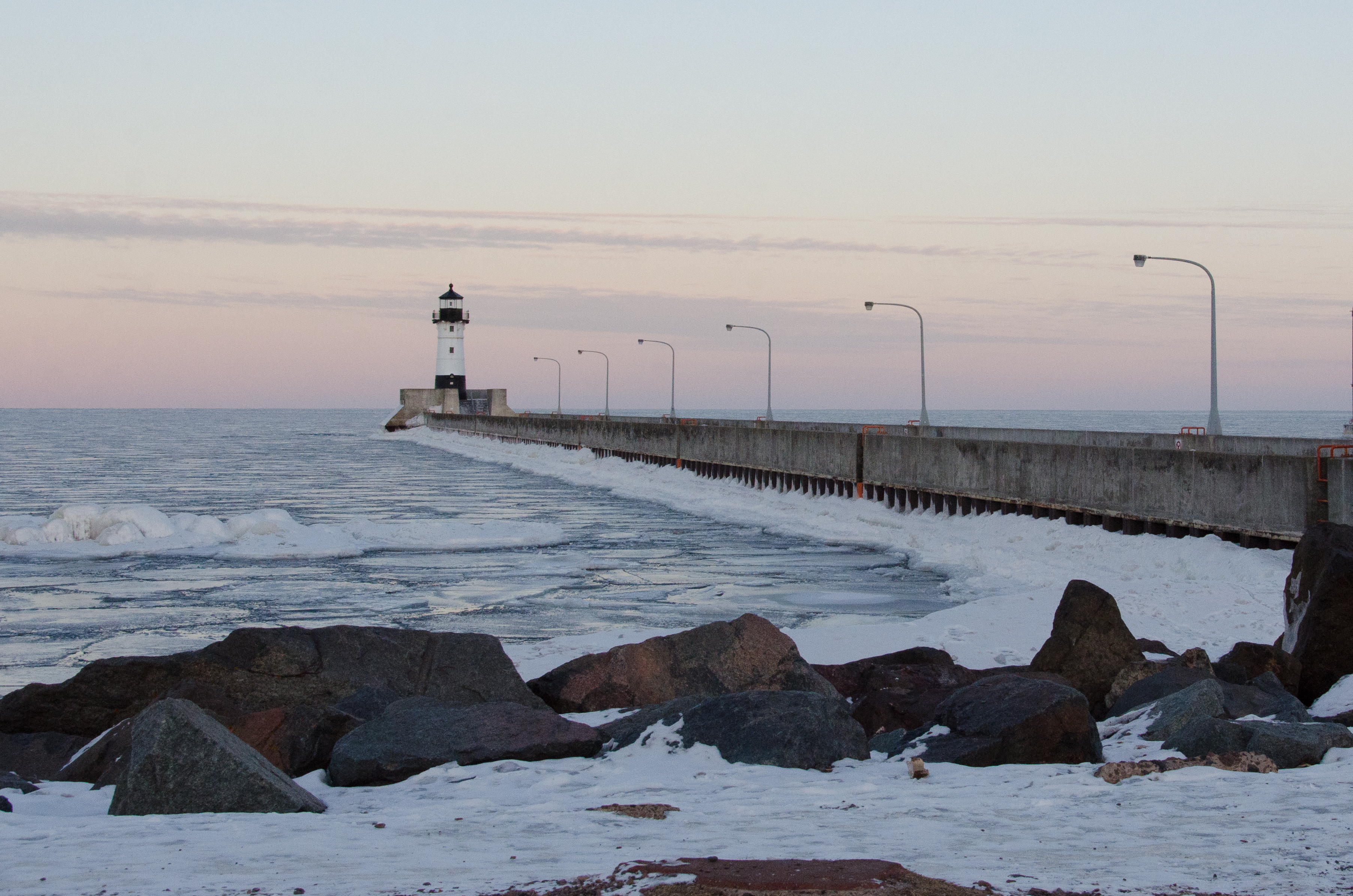
Le phare de la jetée nord
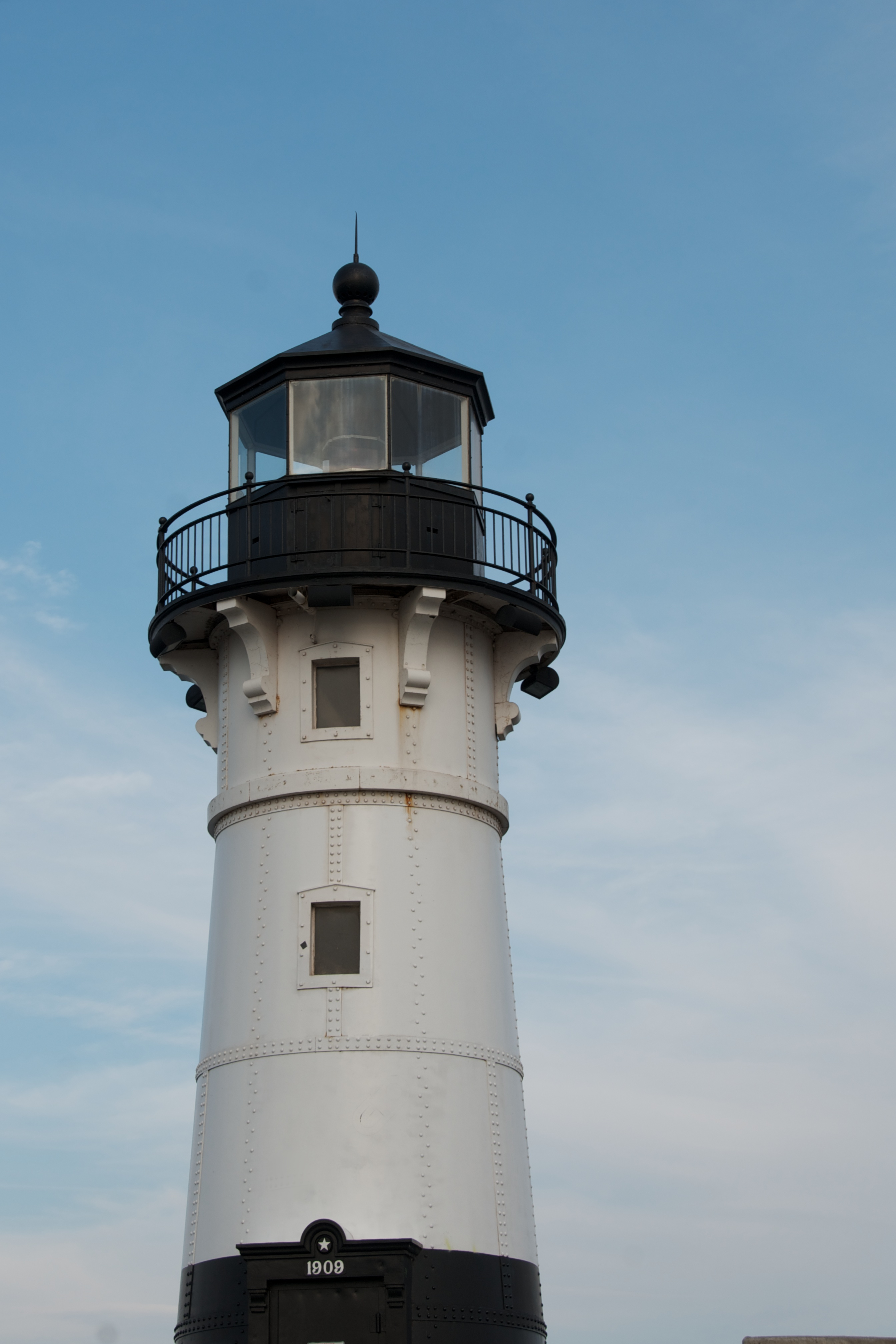
La tour

### Lien connexe
- Liste des phares au Minnesota